# Stockfisch
Pour l’article homonyme, voir Stockfish (programme d'échecs).

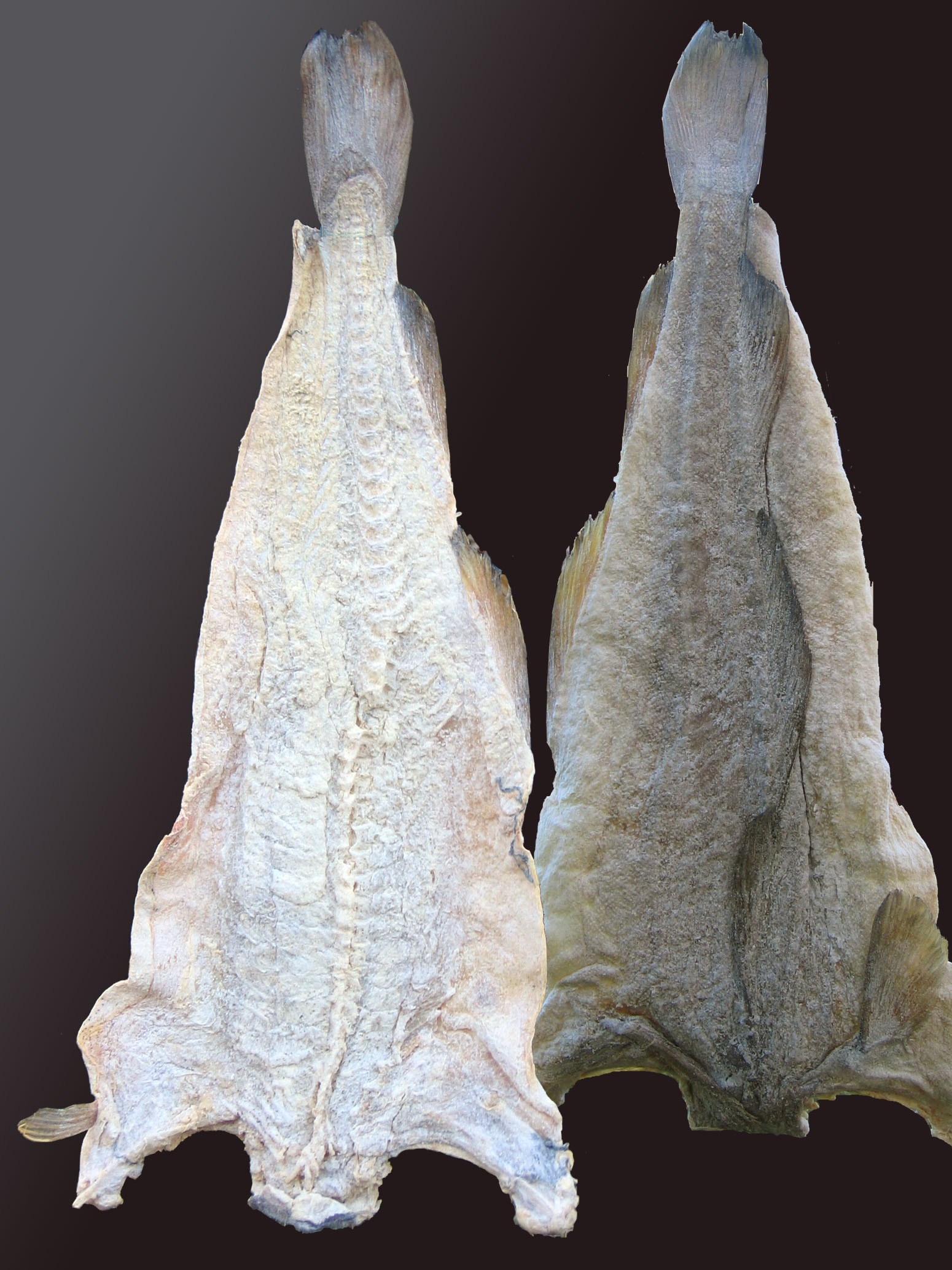
Filets de morue séchés.

Le stockfisch désigne des filets de poisson séchés à l’air libre.
Il peut s'agir de cabillaud (Gadus morhua), d'églefin (Melanogrammus aeglefinus), de lingue (Molva molva), de lieu jaune (Pollachius pollachius), de lieu noir (Pollachius virens), et de brosme (Brosme brosme).
Le terme stockfish est l’orthographe en anglais, tandis que l’orthographe française est influencée par Stockfisch, en allemand, et stokvis, en néerlandais. Le terme originel néerlandais stokvis est construit à partir des mots stok, « bâton », et vis, « poisson », car ce dernier est souvent suspendu sur des treillages en bois.

## Origine

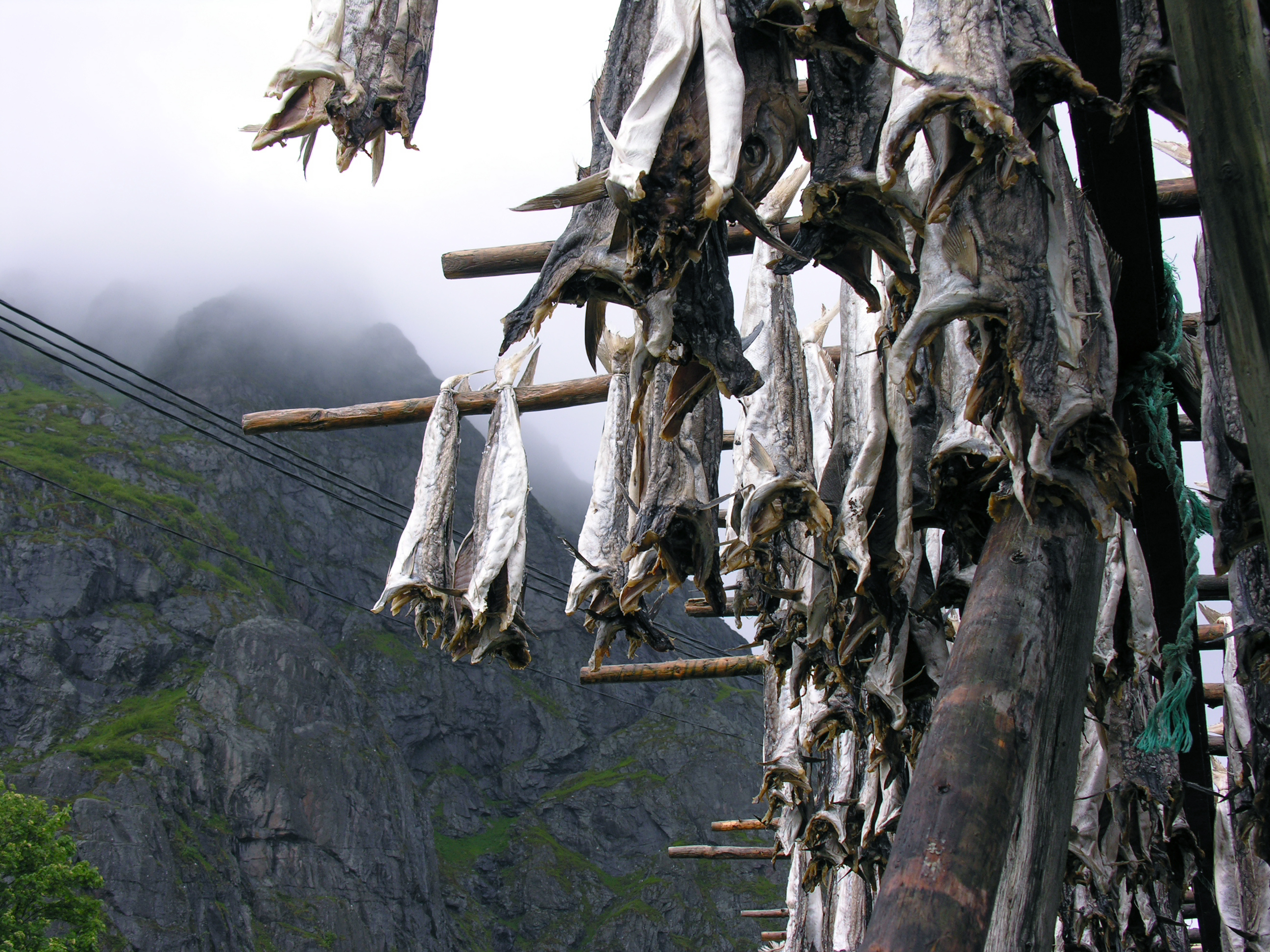
Stockfisch séchant sur des claies de bois.

L'usage de sécher la morue est d’origine scandinave. La zone de production la plus réputée se situe sur la côte nord de la Norvège, précisément aux îles Lofoten, où toutes les conditions climatiques sont réunies pour obtenir un stockfisch de premier choix.
Les îles Lofoten, membres de la Hanse dès le XIIIe siècle, connurent aux siècles suivants un essor important du commerce de la morue vers l’Europe du Sud. Les nefs aux cales emplies d’étoffes, de fourrures et de stockfisch, quittaient les ports hanséatiques et rejoignaient, via Lisbonne, les comptoirs méditerranéens, où Génois et Vénitiens adaptaient la morue sèche à leurs habitudes alimentaires.
Tous les stockfischs ne descendaient pas aussi bas, puisqu'en 1633, des marchandes ambulantes non autorisées de stocphis ou stocfis sont expulsées de Waremme, en Principauté de Liège.

## Production
La qualité de production d’un bon stockfisch est de bien des façons[évasif] comparable à celle d’un havane, d’un cognac ou d’un jambon de Parme. Le poisson doit être préparé immédiatement après sa capture. Éviscéré, il est suspendu à l’air libre, de février à mai, par la queue, sur des treillages de bois. Puis, durant plusieurs semaines encore, il achève de s’affiner dans une cave sèche et bien ventilée. Après ces traitements, la morue perd 70 % de son poids en eau, mais conserve ses principaux éléments nutritifs : protéines, vitamines, fer et calcium.

## Plats à base de stockfisch

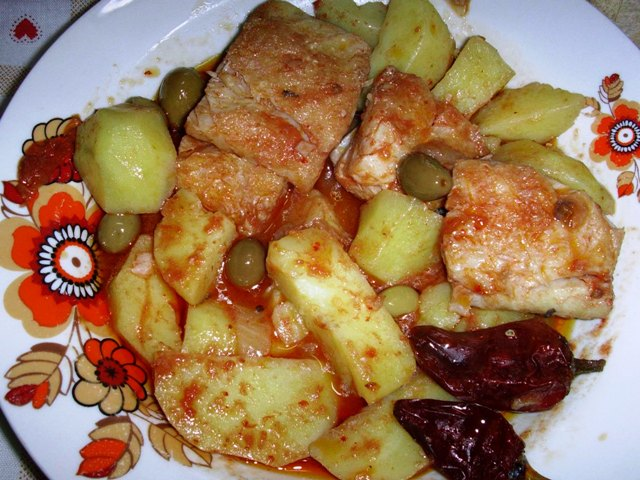
Stocco alla mammolese, plat calabrais.

- Le lutefisk, plat préparé dans les pays nordiques.
- le harðfiskur islandais, se présentant comme des fines lamelles de poisson (aiglefin, cabillaud ou loup de l'Atlantique, principalement) séché dégustées avec du beurre salé[1].
- Le bacalhau, au Portugal, où il existe une recette de morue pour chaque jour de l’année.
- Le stocafisso (it) et baccalà, dans le nord de l’Italie, et le stocco dans le sud, en Calabre, avec la Fête nationale du stockfisch, qui se déroule toutes les années au mois d’août. Le piscistoccu a ghiotta est une recette de Messine, en Sicile. Le baccalà alla vicentina et la baccalà mantecato sont des recettes vénitiennes. Le baccalà alla lucana est une recette de la Basilicate, le stoccafisso all'anconetana est typique d'Ancône et le brandacujun se sert en Ligurie.
- L’estofinado de la vallée du Lot, dans l'Aveyron, et l’estocafic, à Nice (France), où le record du monde du plus grand stockfisch, détenu jusqu’alors par la ville d’Imperia en Ligurie voisine, fut battu en juin 2007 avec 2 400 portions de stockfisch servies au cours d’un repas.
- Chiquetaille (chicktail à St Martin) aux Antilles françaises

## Galerie

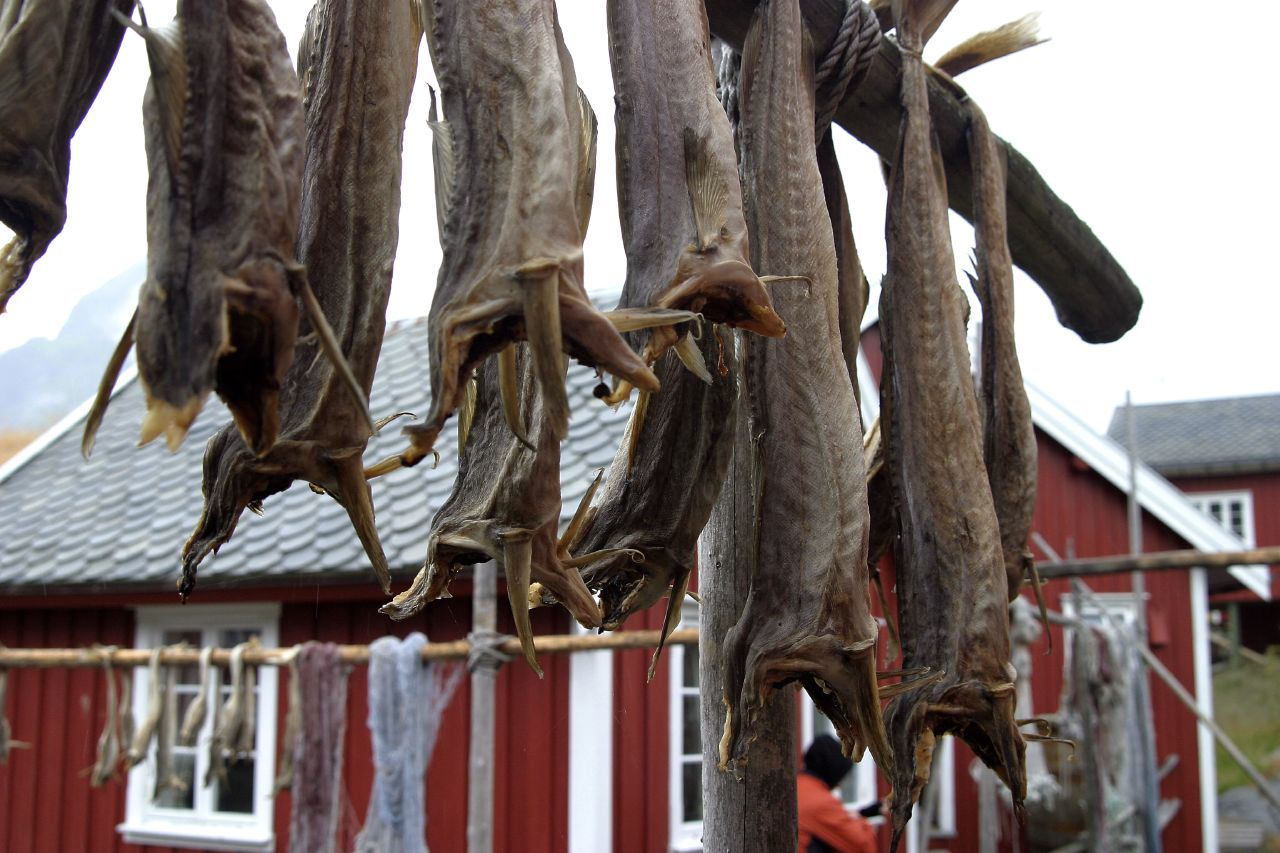
Image traditionnelle des îles Lofoten.
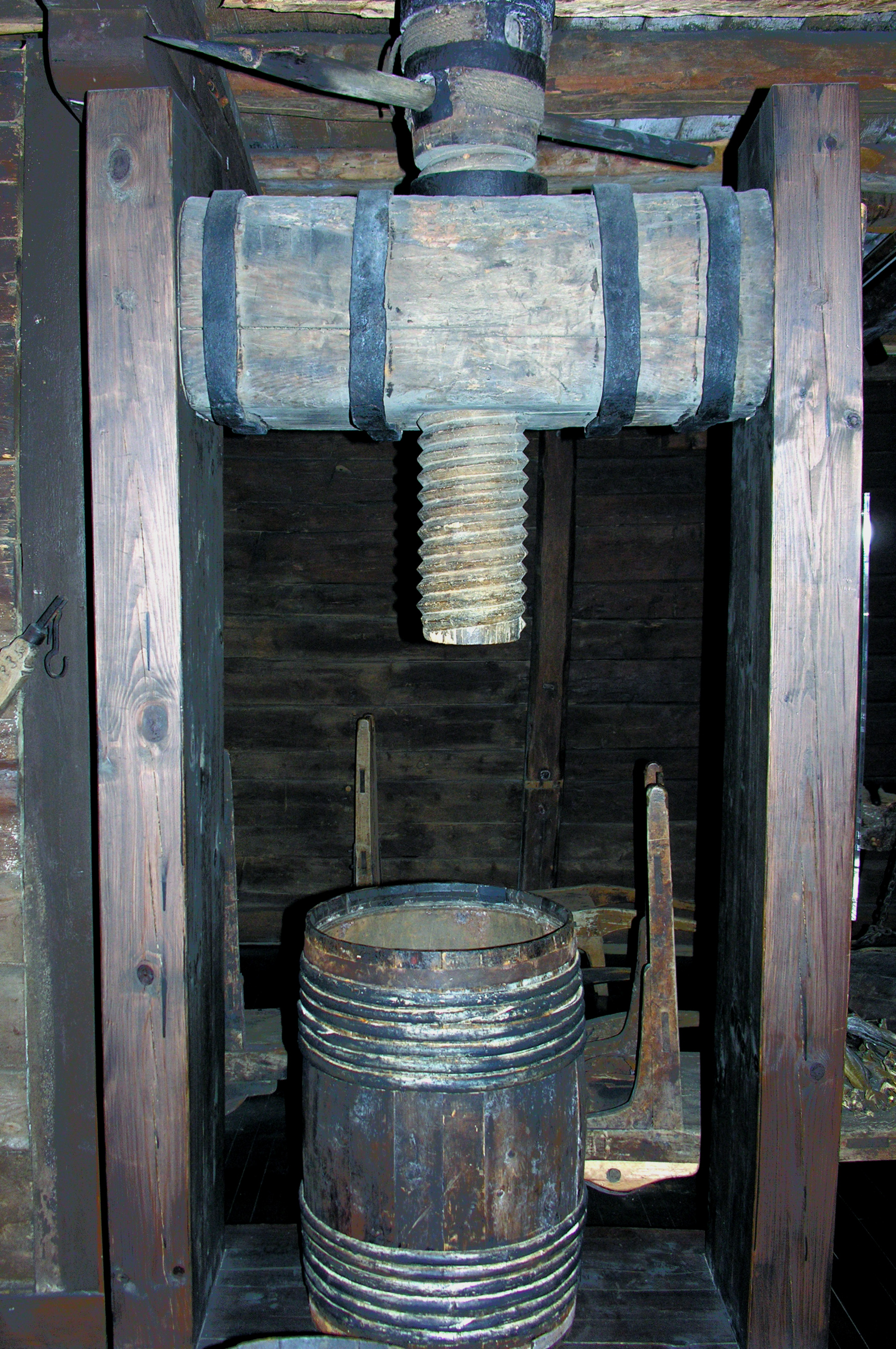
Presse pour faire des ballots de poissons séchés.
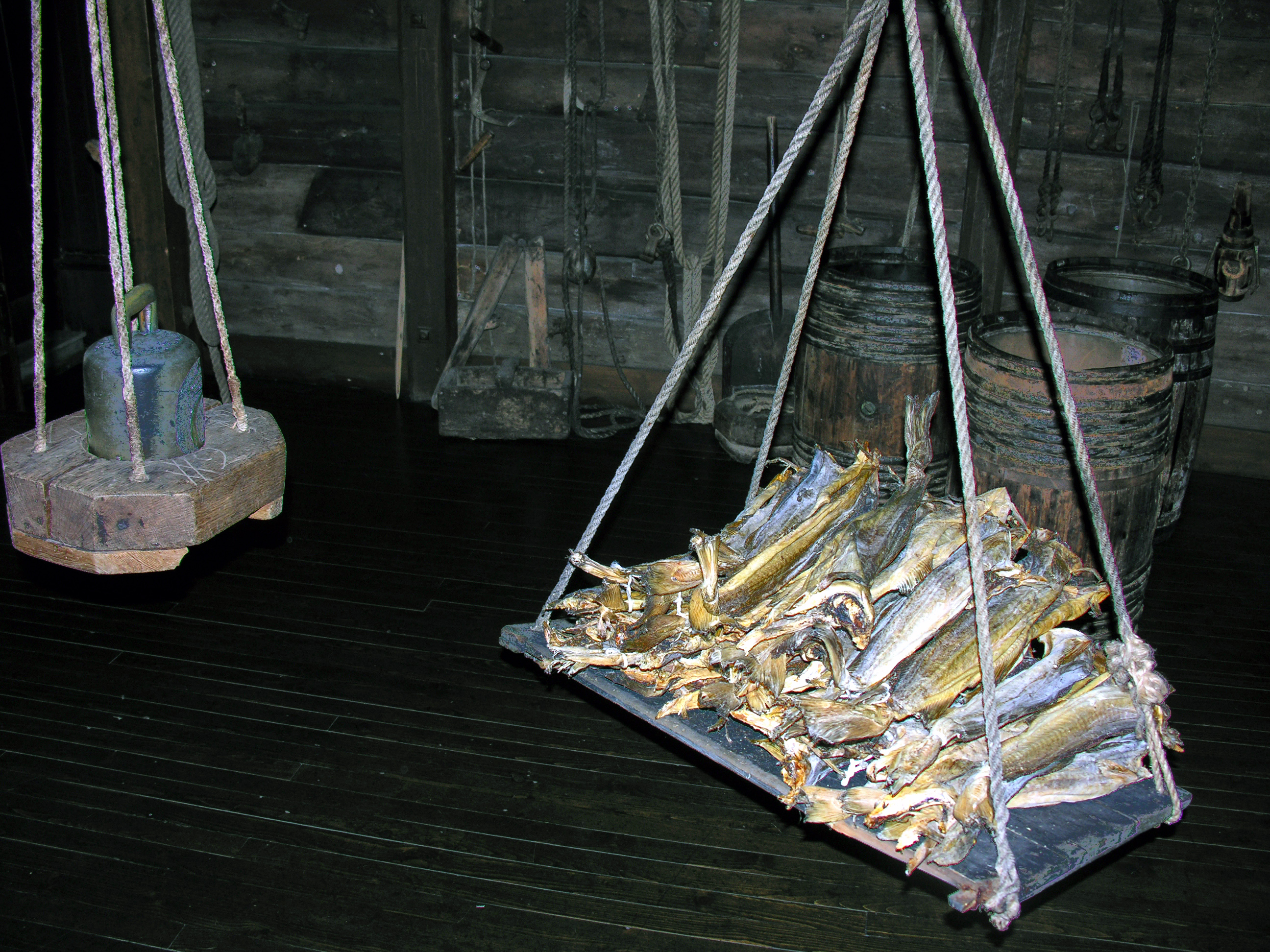
La pesée du stockfish.
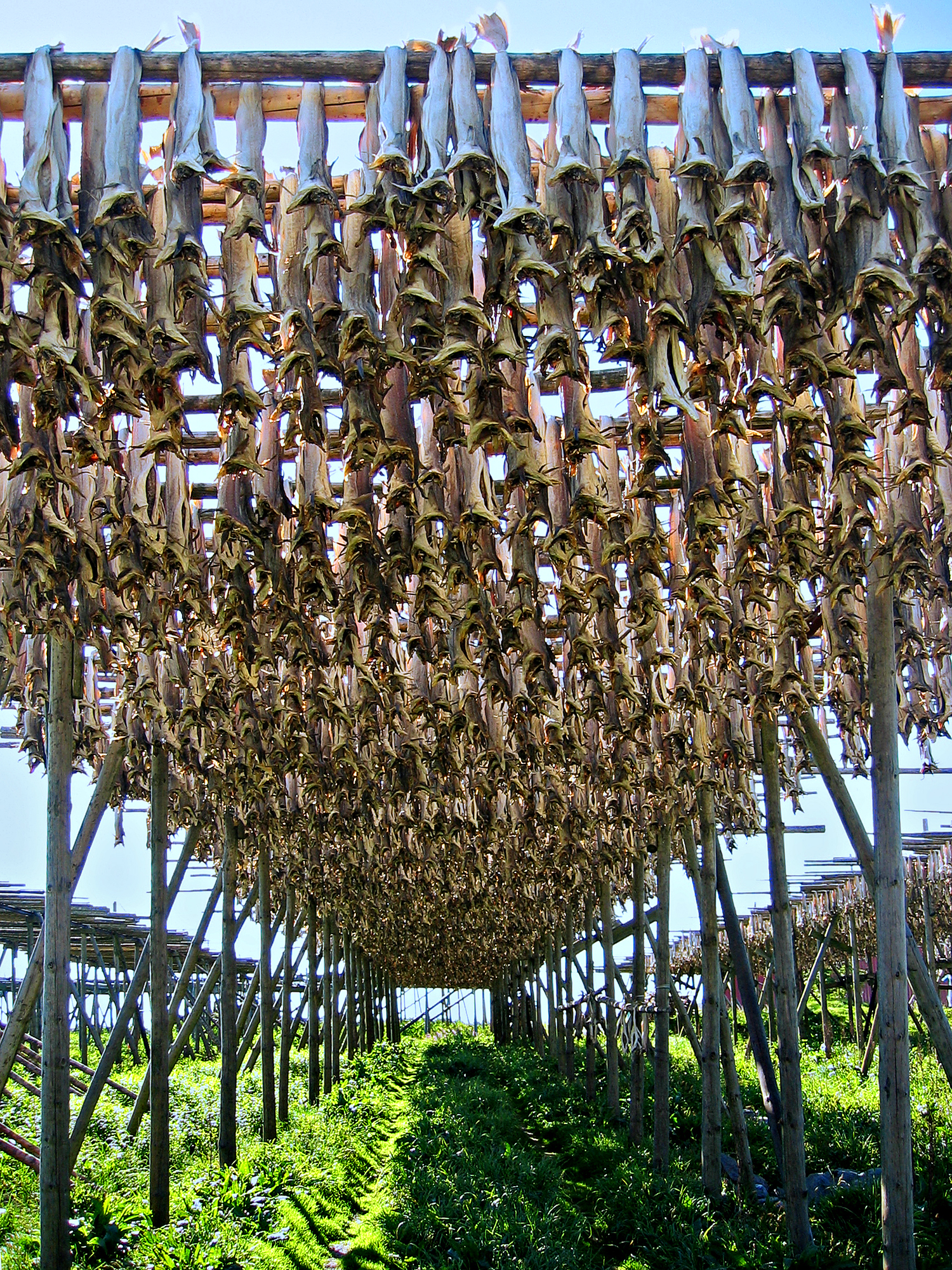
Perspective.